# Бряза-де-Сус (Прахова)
Бряза-де-Сус (рум. Breaza de Sus) — село у повіті Прахова в Румунії. Адміністративно підпорядковане місту Бряза.
Село розташоване на відстані 91 км на північ від Бухареста, 41 км на північний захід від Плоєшті, 50 км на південь від Брашова.

## Населення
За даними перепису населення 2002 року у селі проживали 10 275 осіб. Рідною мовою 10262 особи (99,9%) назвали румунську.
Національний склад населення села:
| Національність | Кількість осіб | Відсоток |
| -------------- | -------------- | -------- |
| румуни         | 10251          | 99,8%    |
| угорці         | 7              | 0,1%     |